# Relaciones Sri Lanka-Venezuela
Las relaciones Sri Lanka-Venezuela se refieren a las relaciones internacionales que existen entre Sri Lanka y Venezuela. Ambos países establecieron relaciones diplomáticas en 1987.

## Historia
Sri Lanka y Venezuela establecieron relaciones diplomáticas en 1987.
El 3 de octubre de 2019, el ministro de Estado de relaciones exteriores de Sri Lanka, Vasantha Senanayake, realizó una visita oficial a Venezuela. El mismo día, el presidente ceilandés Maithripala Sirisena recibió en la sede del Ejecutivo, en Colombo, a la embajadora designada por Venezuela ante Sri Lanka, Coromoto Godoy Calderón, quien presentó sus cartas credenciales.

## Misiones diplomáticas
- Venezuela cuenta con una embajada concurrente en Nueva Delhi, India.[2]
- Sri Lanka cuenta con una embajada concurrente en Habana, Cuba.